# Mingrélia-Alta Suanécia
Mingrélia-Alta Suanécia ou Mingrélia-Alta Suânia (em georgiano: სამეგრელო-ზემო სვანეთი; romaniz.: Samegrelo-Zemo Svaneti) é uma região (mkhare) na Geórgia ocidental que inclui as províncias georgianas históricas de Mingrélia (Samagrelo) e Alta Suanécia (Zemo Svaneti) e tem Zugdidi como sua capital. A região compreende uma cidade, chamado Poti, e as seguintes municipalidades:
- Abacha
- Zugdidi
- Martvili
- Mestia
- Senaqui
- Chkhorotsqu
- Tsalenjica
- Cobi